# 越南海鷗航空
海鷗航空是越南第一家採用水陸兩用飛機營運的通用航空公司，自2014年9月10日起以2架中國石家庄中航塞斯納飛機有限公司產製之塞斯納Grand Caravan EX（國籍標誌及登記號碼分別為VN-B468、VN-B469）12人座水陸兩用飛機運營河內─下龍灣的航班。海鷗航空為天明集團（Thiên Minh Group，簡稱：TMG）之子公司，主要業務為定期航班、定點觀光班機與不定期包機業務等。
2017年亞洲航空子公司亞洲航空國際有限公司（AirAsia International Limited，簡稱：AAIL）、越南Gumin公司與與海鷗航空計劃以聯營方式在越南成立低成本航空公司。並於2018年12月初簽訂合作備忘錄，但是2019年4月17日亞洲航空宣布中止3方共組廉價航空的計劃。

## 航點

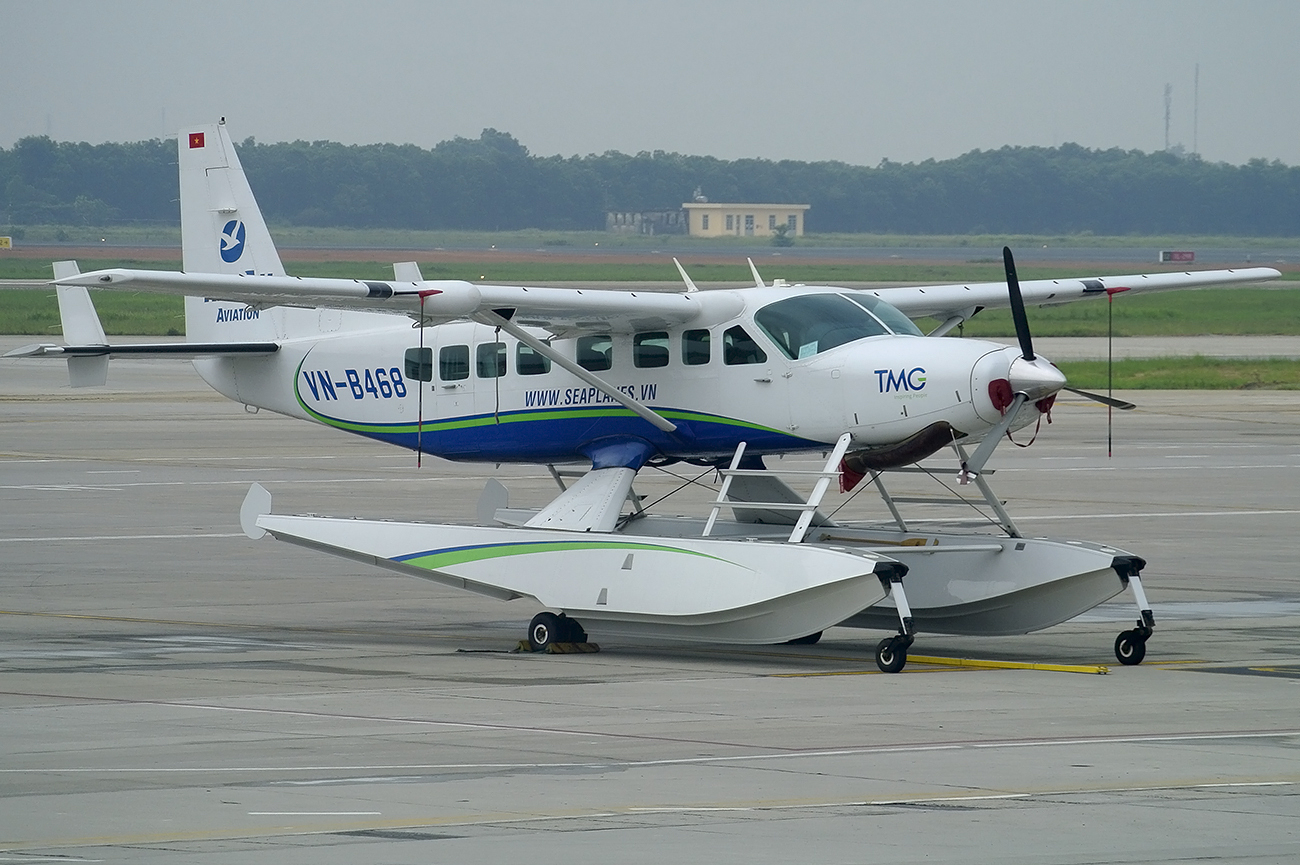
海鷗航空所屬塞斯納Grand Caravan EX型飛機，攝於內排國際機場

- 定期航線
  - 河內市─下龍灣
  - 順化市─峴港市
  - 峴港市─洞海市
- 定點觀光航點
  - 下龍灣
  - 順化市
  - 峴港市

## 外部連結
- 海鷗航空官方網站 （页面存档备份，存于）（英文）
- 天明集團官方網站 （页面存档备份，存于） （英文）
- 越南海鷗航空的Facebook專頁（英文）